# Vesijärvi, Birkaland
För andra betydelser, se Vesijärvi (olika betydelser).
Vesijärvi (Vattensjö) är en sjö i Kangasala och Orivesi cirka 15 kilometer öster om Tammerfors i landskapet Birkaland. Vesijärvi ligger 86,9 meter över havet. Den är 39 meter djup. Arean är 39,5 kvadratkilometer och strandlinjen är 171,5 kilometer lång. Sjön  ingår i Kumo älvs huvudavrinningsområde. 